# Cacostegania eurycraspis
Cacostegania eurycraspis là một loài bướm đêm trong họ Geometridae.